# Пожарище (Нюксенське сільське поселення)
Пожа́рище (рос. Пожарище) — присілок у складі Нюксенського району Вологодської області, Росія. Входить до складу Нюксенського сільського поселення.

## Населення
Населення — 64 особи (2010; 77 у 2002).
Національний склад (станом на 2002 рік):
- росіяни — 100 %